# Шејн (филм)
Шејн (енгл. Shane) је амерички класични вестерн филм из 1953. сниман у Техниколору у режији Џорџа Стивенса. Филм је написао Алан Бертрам Гатри Млађи као адаптацију истоименог петпарачког романа Џека Шејфера из 1949. године. Радња филма, смештена на крају деветнаестог века, прати епонимног револвераша Шејна (Алан Лад) и његов покушај да заштити фармерску породицу од окрутног сточарског барона који жели да им украде имање. Главне улоге са Аланом Ладом, такође тумаче Џин Артур, Ван Хефлин, Брендон де Вајлд и Џек Паланс.
Шејн је био критички и комерцијални успех, на изненађење Џорџа Стивенса и продуцената из студија Парамаунт. Филм је номинован за шест Оскара од којих је добио један, за најбољу фотографију. Данас се Шејн сматра једним од најбољих вестерна свих времена због свог филозофског приступа ненасиљу, кинематографије и доприноса развитку жанра ревизионистичког вестерна.
Шејн се пронашао на шест листа Америчког филмског института укључујући 100 најбољих филмова, 10 најбољих вестерна и 100 најбољих хероја и негативаца. Конгресна библиотека Сједињених Америчких Држава је 1993. године одабрала овај филм за Национални регистар филмова као „културолошки, историјски или естетски значајан"

## Радња
Шејн (Алан Лад), лаконски револвераш са мистериозном прошлошћу, дојаше у изоловану долину на територији Вајоминга 1889. године.
Шејн бива унајмљен да помогне на фарми од стране ранчера Џоа Стерета (Ван Хефлин), који води домаћинство са својом супругом Маријан (Џин Артур) и њиховим малолетним сином Џоијем (Брендон де Вајлд). Старет говори Шејну да се против насељеника у долини води рат застрашивања од стране сточарског барона Руфуса Рајкера (Емил Мајер) за њихову земљу. Иако су Стеретови своју земљу добили од државе по Закону о сеоском домаћинству, Рајтер је унајмио плаћенике да их застраше и отерају из долине.
При одласку у град по намирнице, Шејн улази у салун где бива провоциран од стране Криса Каловеја (Бен Џонсон), једног од Рајкерових плаћеника. Каловеј просипа пиће по Шејну, али Шејн избегава сукоб и одлази. При његовом следећем одласку у град са Старетовима и другим домаћинима, Шејн поново бива провоциран од стране Каловеја, али га овог пута нокаутира након чега он и Старет улазе у тучу са остатком Рајкерових људи из које излазе као победници. Рајкер обећава да ће следећа борба бити оружјем. Рајкер унајмљује Џека Вилсона (Џек Паланс), бескрупулозног и озлоглашеног вештог револвераша да убије Шејна. Џои се диви Шејну, на велико жаљење његове мајке, након што му је Шејн показао своје стрељачке вештине.
Вилсон исмева Френка „Стоунвола“ Торија (Елиша Кук Млађи), темпераментног домаћина и бившег борца за Конфедерацију, и провоцира га да потегне пиштољ, након чега га убија испред салуна. На Торијевој сахрани, досељеници разговарају о напуштању своје борбе и напуштању долине; али након што су видели да је једно од њихових имања уништено у пожару који су подметнули Рајкерови људи, они проналазе храброст да наставе борбу.
Са циљем да га убије, Рајкер позива Старета на састанак у салуну, наводно да преговара о нагодби. Каловеј, који више није лојалан Рајкеру, упозорава Шејна на замку. Решен да заштити Старета од заседе, Шејн интервенише, нокаутирајући Старета да би га спречио да оде. Шејн одлази до града, а Џои га прати да гледа окршај. Шејн убија Вилсона, Рајкера и Рајкеровог брата, али бива устрељен током пуцњаве. Напољу, Шејн види Џоија, који примећује да Шејн крвари. У завршној сцени, Шејн, рањен, се опрашта од Стеретових и одјаше у долину, игноришући Џоијеве очајничке повике: „Шејн, врати се!”

## Улоге
- Алан Лад као Шејн
- Џин Артур као Маријан Стерет
- Ван Хефлин као Џо Стерет
- Брендон де Вајлд као Џои Стерет
- Џек Паланс као Џек Вилсон
- Бен Џонсон као Крис Келовеј
- Едгар Бјукенан као Фред Луис
- Емил Мајер као Руфус Рајкер
- Елиша Кук Млађи као Френки 'Стоунвол' Тори
- Даглас Спенсер као Аксел 'Швед' Шипстед
- Џон Диркес као Морган Рајкерс
- Елен Корби као госпођа Лиз Тори
- Пол Маквеј као Сем Графтон, власник трговине
- Џон Милер као Вил Етки, бармен
- Едит Евансон као госпођа Шипстед
- Леонард Стронг као Ерни Рајт
- Реј Спајкер као Аксел Џонсон
- Џенис Керол као Сузан Луис
- Мартин Мејсон као Ед Хауелс
- Хелен Браун као Mарта Луис
- Ненси Кулп као госпођа Хауелс

### Кастинг
Редитељ Џорџ Стивенс је оригинално желео да улогу револвераша Шејна тумачи Монтгомери Клифт, а Вилијама Холдена и Кетрин Хепберн за улоге брачног пара Стерет. Холденова немогућност да глуми у филму је скоро отказала продукцију на филму. Стивенс је, не желевши да прекине продукцију, тражио од извршног директора Парамаунт пикчерса Јанга Френка Фримена списак доступних глумаца; у року од три минута одабрао је Алана Лада, Ван Хефлина и Џин Артур.
Улога Маријан Стерет, матријарха породице Стерет, била је прва улога Џин Артур која је уследила након петогодишње паузе. Она је прихватила улогу на захтев режисера, Џорџа Стивенса, који је са њом сарађивао раније на комедијама The Talk of the Town са Керијем Грантом и Роналдом Колманом, и The More the Merrier за који је добила своју једину номинацију за Оскара. Након улоге у филму Шејн, Џин није више глумила у дугометражним филмовима.
Упитан након изласка филма да ли му се филм допада, аутор оригиналног романа Џек Шејфер, рекао је да је уживао у свим аспектима филма „осим оног нераста“, мислећи на Лада који је висок сто шездесет и осам центиметара. Шефер је 1989. године, за часопис Оберлин алумнај, рекао да је његов лик Шејна требало да буде „мрачна, смртоносна особа“ и да се надао да ће га глумити Џорџ Рафт.

## Продукција
Шејн је у то време био скуп пројекат за вестерн филмове са ценом од 3,1 долара милиона. Био је то први филм који ће бити приказиван у равном вајдскрину, формату који је Парамаунт измислио како би публици понудио ширу панораму него што би то могла да пружи телевизија.
Иако никада није експлицитно наведено, основни елементи заплета Шејна су изведени из рата у округу Џонсон у Вајомингу из 1892. године, архетипског сукоба сточара и домаћина, који је такође послужио као позадина за Вирџинијану и Врата раја.
Алан Лад је приступио на рад на филму Шејн пред крај његовог уговора са студиом Парамаунт и Шејн је био последњи филм у којем је Лад глумио за тај студио.
Природно окружење су високе равнице у близини Џексона, Вајоминг, а многи снимци приказују масив Гранд Тејтон који се назире у непосредној близини. Измишљени град и Старетово имање изграђени су за филм у близини Келија, у долини Џексон Хол, и срушени након што је снимање завршено. Једна старинска структура која се накратко појавила у филму, колиба Ернија Рајта (коју мештани сада популарно називају „Шејн колиба“) и даље стоји, али стално пропада због тога што је Служба националних паркова класификује као „рушевину“.
Лад није волео оружје и није му било пријатно; Шејнова демонстрација пуцања за Џоија захтевала је 116 потеза. Пажљив преглед Шејнове демонстрације умећа оружја Џоију показује да Алан Лад пуца затворених очију. Касније, у борби у салону, Ладов пиштољ је уперен далеко од човека у кога пуца, посебно у последњој сцени у којој он убија Рајкеровог брата. Паланс је био нервозан око коња и имао је великих потешкоћа са јахањем и силажењем. После много покушаја, коначно је извео беспрекоран силазак, који је Стивенс затим користио за све силаске са коња Вилсоновог лика и  трчање у обрнутом смеру. Паланс је изгледао тако неспретно на коњу да је Стивенс био приморан да замени Вилсонову уводну вожњу у град током које јаше свог коња у галопу Палансом који је јахао темпом шетње. Стивенс је касније приметио да је промена заправо учинила Вилсонов улазак драматичнијим и више претећим.
Последња сцена, у којој рањени Шејн објашњава избезумљеном Џоију зашто мора да оде („Не постоји живот са убиством“), била је дирљива за целу глумачку екипу, осим Брендона де Вајлда. „Сваки пут када је Лад изговорио своје опроштајне речи, де Вајлд је прекрстио очи и исплазио језик, што је Лада насмејало. Коначно, Лад је позвао дечаковог оца и казао му: „Нека дете престане или ћу га излупати по глави”.

### Технички детаљи
Иако је филм снимљен коришћењем стандардног формата 1,37:1, Парамаунт је одабрао Шејна да представи свпј нови систем широких филмских формата, пошто је био састављен углавном од дугих и средњих снимака који не би били угрожени исецањем слике. Користећи нову технологију у филмском пројектору, као и сочиво са ширим углом, филм је био изложен на локацијама за прво приказивање у размери од 1,66:1.
За премијеру, студио је заменио екран величине 34 са 25 стопа у Радио Сити Мјузик Холу, са екраном димензија 50 стопа ширине и 30 стопа висине. Парамаунт је све своје наредне филмове производио у том формату до 1954. године, када су прешли на 1,85:1.
Стивенс је желео да демонстрира публици ужасе насиља. Да би нагласио страшну моћ пуцња, створио је звучни ефекат налик топу испаљивањем оружја великог калибра у канту за смеће. Поред тога, две главне жртве пуцњаве — Паланса и Елиша Кук Млађег — биле су обмотане скривеним жицама које су их снажно трзале уназад када су погођени.
Ове иновације, према историчару филма Џеју Хајамсу, означиле су почетак графичког насиља у западним филмовима. Он цитира Сема Пекинпа: „Када је Џек Паланс упуцао Кука Млеђег у Шејну, ствари су почеле да се мењају.“

## Премијера
Шејн је премијерно приказан у Њујорку у Радио Сити мјузик холу 23. априла 1953. и зарадио је 114.000 долара за четири недеље.
Свеукупно, филм је зарадио око 9 милиона долара од зараде на благајнама у САД и Канади. Према једној процени, то значи око 20 милиона долара стварних прихода од благајне.
Бозли Кроутер је филм назвао „богатом и драматичном мобилном сликом америчке границе”.
Кроутер је назвао „концепт и присуство“ Џоија, дечака којег глуми Брендон де Вајлд, „кључем за омогућавање освежавајућег гледишта базираном на материјалу који није баш нов.
Вуди Ален је назвао Шејна „ремек-делом Џорџа Стивенса“, на својој листи великих америчких филмова из 2001, заједно са Благом Сијера Мадре, Белом врућином, Двоструком одштетом, Информером и Брдом. Ален је навео да је Шејн „... сјајан филм и може се стати раме уз раме са сваким филмом, без обзира да ли је вестерн или не“.
На Rotten Tomatoes, Шејн има оцену 97% од стране критичара, на основу 33 рецензије.
Филм је утицао на неколико потоњих филмских и телевизијских остварења, као што су Pale Rider и Logan.

## Награде и почасти
Оскар
- Оскар за најбољу фотографију, боја: Лојал Григс ; 1954. године

Номинације за Оскара
- Најбољи глумац у споредној улози: Брендон де Вајлд
- Најбољи глумац у споредној улози: Џек Паланс
- Најбољи режисер: Џорџ Стивенс
- Најбољи филм: Џорџ Стивенс
- Најбољи сценарио: А. Б. Гатри Млађи

Признање Америчког филмског института
- АФИ-јевих 100 година...100 филмова: бр. 69
- АФИ-јевих 100 година...100 филмова (издање поводом десетогодишњице): бр. 45
- АФИ-јевих 100 година...100 хероја и негативаца: Шејн, херој бр. 16
- АФИ-јевих 100 година...100 филмских цитата: "Шејн. Шејн. Врати се!" , бр. 47
- 100 година АФИ-ја... 100 инспирација: бр. 53
- АФИ-јевих 10 најбољих 10: бр. 3, вестерн[31]

Остало
Године 1993. Шејн је изабран за чување у Националном филмском регистру Сједињених Америчких Држава од стране Конгресне библиотеке као „културно, историјски или естетски значајан“.

## Статус ауторских права у Јапану
Године 2006. Шејн је био предмет судског спора у Јапану који је укључивао статус ауторских права у тој земљи. Две јапанске компаније почеле су да продају јефтине копије Шејна 2003. године, на основу јапанског закона о ауторским правима који је у то време штитио кинематографска дела 50 година од године њиховог објављивања. Након што је јапанско законодавство изменило закон 2004. како би продужило трајање ауторских права на филмове са 50 на 70 година, Парамаунт и његов јапански дистрибутер поднели су тужбу против две компаније. Јапански суд је пресудио да амандман није ретроактиван, па је стога сваки филм објављен током или пре 1953. године остао у јавном власништву у Јапану.